# Щиткова жаба
Щиткова жаба (Lepidobatrachus) — рід земноводних родини рогаткових. Має 3 види. Інша назва «жаба Баджета» (на честь британського вченого Джона Самуеля Баджета).

## Опис
Загальна довжина представників цього роду коливається від 10 до 13 см. Голова коротка та товста. Очі середнього розміру, високо підняті догори. Рот доволі широкий. Позбавлені зубів, натомість наділені двома гострими виступами, що слугують для хапання здобичі. Тулуб сплощений, округлий. Шкіра шорстка, груба, вкрита великими горбиками або своєрідними щитками, звідки й походить назва цих земноводних. Кінцівки доволі короткі з довгими виступами для риття ґрунту. Забарвлення світло-оливкове або світло-зелене, іноді з жовтуватим малюнком.

## Спосіб життя
Полюбляють савани, негусті ліси, тримаються біля водойм. Можуть жити в сезонних ставках і резервуарах для худоби. Зустрічаються на висоті до 200—300 м над рівнем моря. Ведуть напівводний спосіб життя. Це малорухливі амфібії. Живляться дрібними гризунами, жабами, безхребетними. При небезпеці широко відкривають рота та видають пронизливий крик.
Це яйцекладні земноводні. Самиця за раз відкладає до 1000—2000 ікринок.

## Розповсюдження
Мешкають у Болівії, Парагваї та Аргентині.

## Види
- Lepidobatrachus asper (Budgett, 1899)
- Lepidobatrachus laevis (Budgett, 1899)
- Lepidobatrachus llanensis (Reig & Cei, 1963)
- †Lepidobatrachus dibumartinez (Turazzini & Gómez, 2023)